# Cassidinopsis emarginata
Cassidinopsis emarginata är en kräftdjursart som först beskrevs av Guerin-Meneville 1843.  Cassidinopsis emarginata ingår i släktet Cassidinopsis och familjen klotkräftor. Inga underarter finns listade i Catalogue of Life.